# Baseball Ground
Baseball Ground was een multifunctioneel stadion in Derby, een stad in Engeland. De bijnaam van het stadion was BBG.
Ontworpen door architect Sir Francis Ley. Bij de opening van het stadion in 1890 werd dit stadion Ley's Baseball Ground genoemd. Deze naam behield het stadion vijf jaar lang, tot 1895. Het stadion werd gesloten in 1997 en afgebroken in 2003. In het stadion was oorspronkelijk plaats voor 4.000 mensen. Na een investering werd dit aantal 20.000 en zelfs naar 40.000 toeschouwers maximaal, maar in de latere jaren tot de sluiting was officieel plek voor 18.300 mensen. 
In 1926 werd er een nieuwe tribune bijgebouwd. Ook in 1933 werd er gerenoveerd.
Bij de opening was het de bedoeling dat het stadion gebruikt zou gaan worden voor Honkbal. Het was de Derby County Baseball Club die in de beginjaren, tussen 1890 en 1898 in het stadion zijn wedstrijden speelde. De voetbalclub Derby County maakte vanaf 1895 tot 1997 gebruik van dit stadion.
Derby County verhuisde in 1997 naar het Pride Park Stadium. De club speelde zijn laatste wedstrijd op Baseball Ground op 11 mei 1997. Het verloor die dag met 1–3 van Arsenal. Daarna werd het nog gebruikt voor een aantal wedstrijden voor reserveteams. Uiteindelijk werd het afgebroken in 2003. Op de plek van het stadion werden huizen gebouwd. Op de plek staat ook nog een standbeeld van drie voetballers als herinnering aan dit stadion. Dat beeld werd onthuld in 2010.

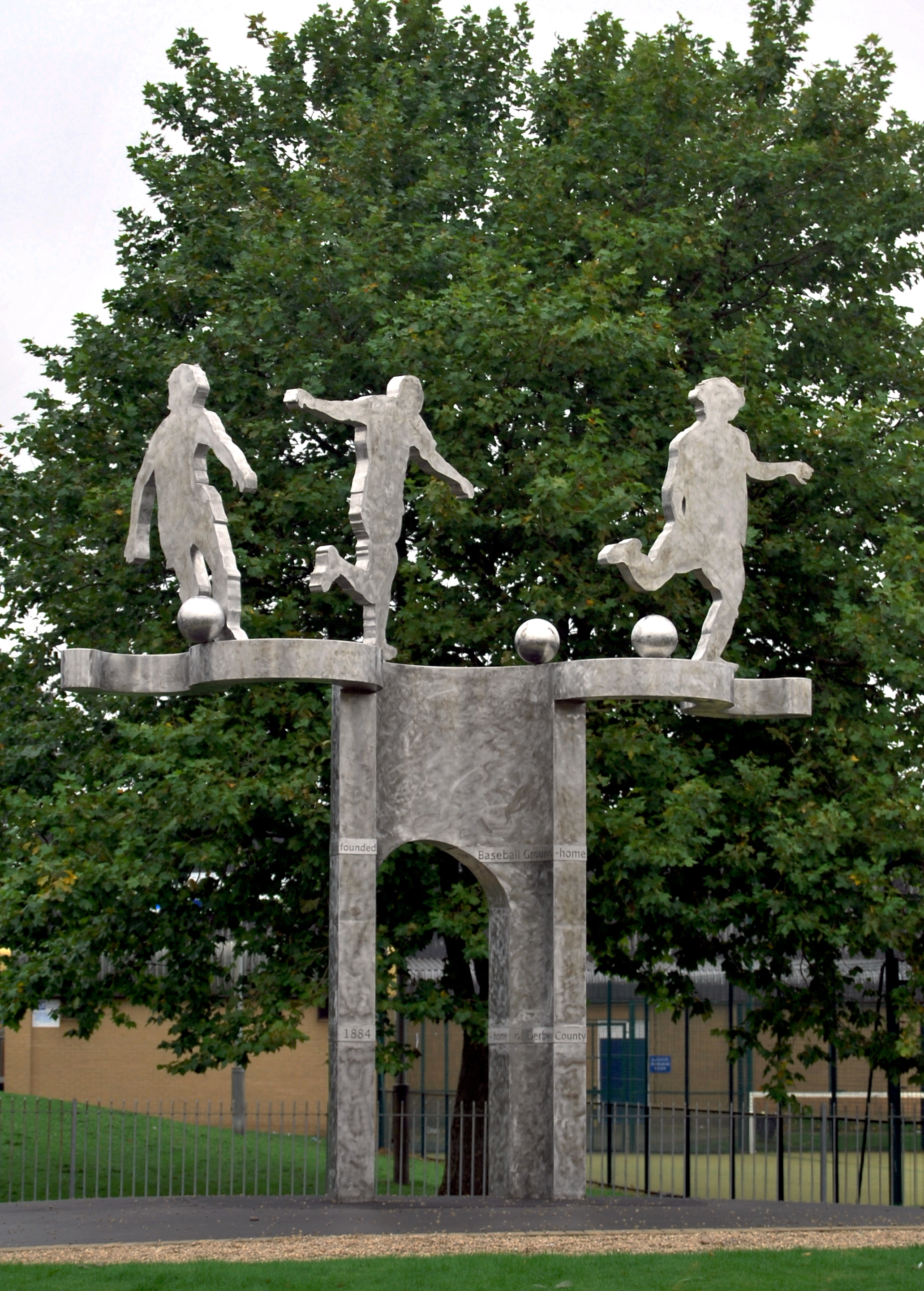
Standbeeld op de plek waar het stadion stond. Dit beeld is onthuld in 2010.